# Mistrzostwa Europy w Lekkoatletyce 2022 – sztafeta 4 × 100 m kobiet
Sztafeta 4 × 100 metrów kobiet – jedna z konkurencji biegowych rozgrywanych podczas lekkoatletycznych mistrzostw Europy na Stadionie Olimpijskim w Monachium.
Tytułu sprzed czterech lat nie obroniła sztafeta Brytyjska.

## Terminarz
Źródło: european-athletics.com.
| Data        | Godzina |            |
| ----------- | ------- | ---------- |
| 19 sierpnia | 10:25   | Eliminacje |
| 21 sierpnia | 21:22   | Finał      |

## Rekordy
Tabela prezentuje rekord świata, rekord Europy, rekord mistrzostw Europy oraz najlepsze wyniki na listach światowych i eruopejskich w sezonie 2022 przed rozpoczęciem mistrzostw. Źródło: european-athletics.com, worldathletics.org.
|                          | Reprezentacja                                                                         | Wynik | Miejsce  | Data                     |
| ------------------------ | ------------------------------------------------------------------------------------- | ----- | -------- | ------------------------ |
| Rekord świata            | Stany Zjednoczone · (Tianna Madison, Allyson Felix, Bianca Knight, Carmelita Jeter)   | 40,82 | Londyn   | 10 sierpnia 2012(dts)    |
| Rekord Europy            | NRD · (Silke Gladisch, Sabine Rieger, Ingrid Auerswald, Marlies Göhr)                 | 41,37 | Canberra | 6 października 1985(dts) |
| Rekord mistrzostw Europy | NRD · (Silke Möller, Katrin Krabbe, Kerstin Behrendt, Sabine Günther)                 | 41,68 | Split    | 1 września 1990(dts)     |
| Listy światowe           | Stany Zjednoczone · (Melissa Jefferson, Abby Steiner, Jenna Prandini, Twanisha Terry) | 41,14 | Eugene   | 23 lipca 2022(dts)       |
| Listy europejskie        | Wielka Brytania · (Asha Philip, Imani Lansiquot, Ashlee Nelson, Daryll Neita)         | 41,99 | Eugene   | 22 lipca 2022(dts)       |

## Rezultaty

### Eliminacje
Awans: 3 najlepsze z każdego biegu (Q) oraz 2 z najlepszymi czasami wśród przegranych (q). Źródło: european-athletics.com.
| Poz. | Bieg | Tor | Reprezentacja   | Zawodniczki                                                                                                 | Czas  | Uwagi   |
| ---- | ---- | --- | --------------- | --- | ----- | ------- |
| 1.   | 1    | 6   | Wielka Brytania | Asha Philip, Imani-Lara Lansiquot, Bianca Williams, Ashlee Nelson                                           | 42,83 | Q       |
| 2.   | 1    | 4   | Hiszpania       | Sonia Molina-Prados, Jaël Bestué, Paula Sevilla, María Isabel Pérez                                         | 42,95 | Q       |
| 3.   | 2    | 8   | Francja         | Floriane Gnafoua, Gémima Joseph, Helene Parisot, Mallory Leconte                                            | 43,24 | Q,      |
| 4.   | 1    | 2   | Włochy          | Zaynab Dosso, Gloria Hooper, Anna Bongiorni, Alessia Pavese                                                 | 43,28 | Q       |
| 5.   | 2    | 4   | Niemcy          | Alexandra Burghardt, Lisa Mayer, Jessica-Bianca Wessolly, Rebekka Haase                                     | 43,33 | Q       |
| 6.   | 2    | 7   | Polska          | Magdalena Stefanowicz, Martyna Kotwiła, Marika Popowicz-Drapała, Ewa Swoboda                                | 43,49 | Q       |
| 7.   | 1    | 7   | Belgia          | Elise Mehuys, Delphine Nkansa, Rani Vincke, Rani Rosius                                                     | 43,58 | q,      |
| 8.   | 2    | 2   | Holandia        | N'Ketia Seedo, Zoë Sedney, Minke Bisschops, Naomi Sedney                                                    | 43,75 | q       |
| 9.   | 2    | 1   | Szwajcaria      | Géraldine Frey, Ajla Del Ponte, Salomé Kora, Melissa Gutschmidt                                             | 43,93 |         |
| 10.  | 1    | 8   | Szwecja         | Julia Henriksson, Daniella Busk, Filippa Sivnert, Elvira Tanderud                                           | 44,10 |         |
| 11.  | 2    | 6   | Węgry           | Anna Luca Kocsis, Jusztina Csóti, Boglárka Takács, Anna Tóth                                                | 44,19 | SB      |
| 12.  | 1    | 5   | Dania           | Mette Graversgaard, Mathilde Kramer, Emma Beiter Bomme, Astrid Glenner-Frandsen                             | 44,20 |         |
| 13.  | 1    | 1   | Grecja          | Styliani-Alexandra Michailidou, Elisavet Pesiridou, Artemis Melina Anastasiou, Rafaela Spanudaki-Chadziriga | 44,58 |         |
| 14.  | 2    | 3   | Finlandia       | Johanna Kylmänen, Aino Pulkkinen, Anniina Kortetmaa, Anna Pursiainen                                        | 44,73 |         |
| –    | 2    | 5   | Czechy          | Eva Kubíčková, Tereza Lamačová, Natálie Kožuškaničová, Johana Kaiserová                                     | DNF   |         |
| –    | 1    | 3   | Austria         | Viktoria Willhuber, Susanne Walli, Magdalena Lindner, Lena Pressler                                         | DSQ   | TR 24.7 |

### Finał
Źródło: european-athletics.com.
| Poz. | Tor | Reprezentacja   | Zawodniczy                                                                | Czas         | Uwagi |
| ---- | --- | --------------- | ------------------------------------------------------------------------- | ------------ | ----- |
| 01 ! | 3   | Niemcy          | Alexandra Burghardt, Lisa Mayer, Gina Lückenkemper, Rebekka Haase         | 42,34        |       |
| 02 ! | 8   | Polska          | Pia Skrzyszowska, Anna Kiełbasińska, Marika Popowicz-Drapała, Ewa Swoboda | 42,61        | NR    |
| 03 ! | 7   | Włochy          | Zaynab Dosso, Dalia Kaddari, Anna Bongiorni, Alessia Pavese               | 42,84        |       |
| 4.   | 6   | Hiszpania       | Sonia Molina-Prados, Jaël Bestué, Paula Sevilla, María Isabel Pérez       | 43,03 (,022) |       |
| 5.   | 1   | Holandia        | N'Ketia Seedo, Zoë Sedney, Jamile Samuel, Naomi Sedney                    | 43,03 (,028) | SB    |
| 6.   | 2   | Belgia          | Elise Mehuys, Delphine Nkansa, Rani Vincke, Rani Rosius                   | 43,98        |       |
| –    | 5   | Francja         | Floriane Gnafoua, Gémima Joseph, Helene Parisot, Mallory Leconte          | DNF          |       |
| –    | 4   | Wielka Brytania | Asha Philip, Imani Lansiquot, Ashleigh Nelson, Dina Asher-Smith           | DNF          |       |